# USS Grunion (SS-216)
USS Grunion (SS-216) — американская подводная лодка типа «Гато» времён Второй мировой войны. Названа в честь вида небольших рыб семейства атеринообразных, обитающего у западного побережья Северной Америки. «Гранион» затонула 30 июля 1942 года у острова Кыска, предположительно в результате циркуляции собственной торпеды. Остов подлодки был обнаружен в 2007 году.

## История постройки
Подлодка была заложена на верфи Electric Boat в Гротоне 1 марта 1941 года. Спуск на воду состоялся 22 декабря 1941 года, крестной матерью была жена вице-адмирала Стэнфорда Хупера. «Гранион» вступила в строй 11 апреля 1942 года под командованием Маннерта Абеле, закончившего в Военно-морскую академию США в 1926 году.
После испытаний у побережья Нью-Лондона, 24 мая «Гранион» вышла в Тихий океан. Неделю спустя, когда лодка шла через Карибское море в Панаму, она подобрала 16 человек с торпедированного немецкой подлодкой U-558 военного транспорта «Джек». Имелись сведения о ещё 13 выживших, но их поиски оказались безрезультатными. 3 июня лодка доставила спасённых в Коко-Соло и продолжила переход в Пёрл-Харбор, куда прибыла 20 июня.

## Первый поход и гибель подлодки
30 июня 1942 года, после десятидневных учений «Гранион» покинула Гавайи, зашла в Мидуэй, затем направилась к Алеутским островам. В первой радиограмме с лодки, переданной во время патрулирования района к северу от острова Кыска, сообщалось о японском эсминце, который безрезультатно выпустил по подлодке несколько торпед. В течение июля лодка действовала в районе острова Кыска и потопила два сторожевых корабля. 30 июля «Гранион» сообщила об усилении противолодочной обороны противника и получила приказ идти на базу Датч-Харбор.
Все дальнейшие попытки связаться с лодкой были безуспешными. Поиски с воздуха у побережья Кыски не принесли результатов, и 5 октября лодка была объявлена потерянной вместе с экипажем. «Гранион» была исключена из списков флота 2 ноября 1942 года. В японских документах сведений об атаках на подводные лодки в районе острова Кыска найдено не было, и установить судьбу «Граниона» получилось лишь спустя 65 лет. В августе 2007 года на дне Берингова моря был обнаружен корпус подлодки. В октябре 2008 года представители ВМС США подтвердили, что найдена именно подлодка «Гранион».
За службу во время Второй мировой войны «Гранион» получила одну боевую звезду. Командир подлодки Маннерт Абеле был посмертно награждён военно-морским крестом. В честь него был назван эсминец USS Mannert L. Abele, вступивший в строй 1944 году и потопленный 12 апреля 1945 года, во время битвы за Окинаву, японским самолётом-снарядом «MXY7 О́ка».

## Поиск места гибели
В 1998 году полковник-лейтенант Ричард Лейн приобрёл за 1 доллар документ с японского грузового судно «Кано-мару». Для проверки подлинности документа Лейн разместил его на японском сайте, посвящённом истории ВМС. С ним связался Ютака Ивасаки, японский морской историк, который не только подтвердил подлинность, но сообщил, что знает, что случилось с «Гранион». Лейн связался с COMSUBPAC (командованием подводными силами Тихоокеанского флота), и Даррел Эймс, офицер по связям с общественностью, разместил эту информацию на сайте, посвящённом «Гранион».

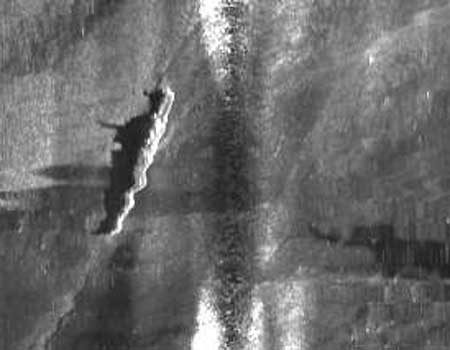
Остов подлодки на дне Берингова моря.

У командира лодки «Гранион», коммандер-лейтенанта Абеле, было трое сыновей: Брюс, Брэд и Джон. В течение многих лет они пытались пролить свет на причину гибели подлодки, которой командовал их отец. Когда братья обнаружили информацию от Ивасаки на сайте, то связались с ним. Ивасаки выслал братьям Абеле перевод статьи, написанной капитаном «Кано-мару». В статье говорилось об обнаружении подводной лодки близ острова Кыска примерно в то же время, когда исчезла «Гранион».
Семь лет спустя Джон Абеле, один из сооснователей компании Boston Scientific, встретился с Робертом Баллардом, известного специалиста по морской археологии, обнаружившего в 1985 году «Титаник». Баллард проконсультировал его насчет способов поиска места гибели подлодки, после чего Абеле решил профинансировать поисковую экспедицию.
В 2006 году компания Williamson Associates при помощи сканирующего сонара обнаружила объект, очертаниями напоминающий подводную лодку, практически в том же месте, координаты которого были указаны капитаном «Кано-мару».
В 2007 году объект был исследован при помощи телеуправляемого аппарата. Корпус корабля лежал на глубине 980 метров, примерно в километре от потухшего подводного вулкана. Носовая часть отсутствовала. Маркировка, элементы защиты винта и шпигаты соответствовали подводной лодке «Гранион». В следующем году представители ВМС США официально подтвердили принадлежность остова корабля.
Специалисты, изучившие остов, называют в качестве наиболее вероятной причины её гибели собственную торпеду. Во время атаки на «Кано-мару» первая торпеда прошла слишком глубоко под килем судна, и её магнитный взрыватель не сработал. Две следующих торпеды ударили в борт и тоже не взорвались. Четвёртая торпеда прошла мимо «Кано-мару» и, описав циркуляцию, попала в корпус лодки у основания перископа.
Нанесённые торпедой повреждения и заклинивший горизонтальный руль привели к потере управления погружением лодки. Максимально допустимая глубина погружения для подлодок этого типа составляет 300 футов (91 метр). После того, как «Гранион» провалилась на глубину более 300 метров её прочный корпус разрушился под давлением воды. Обломки лодки опустились на дно, носовая часть (примерно 15 метров) оторвалась.
В августе 2019 года команда проекта Lost52 по поиску затонувших американских лодок обнаружила носовую часть «Гранион» и произвела её трёхмерную фотосъёмку. Нос подлодки оказался в 400 метрах от остальной части, скатившись по склону вулкана.